# Dwain Chambers
Pour les articles homonymes, voir Chambers.
Dwain Anthony Chambers (né le 5 avril 1978 à Londres) est un athlète britannique spécialiste des épreuves de sprint. 
Champion d'Europe avec le relais 4 x 100 m britannique à Göteborg en 2006 et champion du monde en salle sur 60 m à Doha en 2010, plusieurs de ses performances sont néanmoins entachées d'affaires de dopage : il est ainsi suspendu en 2003 et voit tous ses résultats annulés entre 2002 et 2003, dont son titre européen sur 100 m. Sa sœur, Christine, a été finaliste du Championnat d'Europe en salle 1997 sur 100 m.

## Carrière

### Des débuts prometteurs
Il vient à l'athlétisme pour imiter sa sœur, championne d'Europe junior du 100 mètres. Il obtient lui aussi le titre européen junior sur 100 mètres en 1997, doublé du titre avec le relais. Il obtient ensuite une médaille d'argent aux Européens 1998 de Budapest. La même saison, il obtient une médaille d'or avec le relais aux Jeux du Commonwealth.
L'année suivante, il obtient la médaille de bronze du 100 mètres aux Mondiaux d'athlétisme de Séville en 9 s 97, devenant une véritable alternative à la domination américaine sur le sprint.

### Les premières déceptions
Lors des jeux Olympiques de Sydney il ne finit que quatrième du 100 mètres alors que son compatriote et adversaire, Darren Campbell, termine deuxième du 200 mètres.
Il échoue une nouvelle fois l'année suivante lors des Mondiaux d'Edmonton en prenant la 4e place de la finale du 100 m en 9 s 99 derrière Maurice Greene (9 s 82), Bernard Williams (9 s 94) et Ato Boldon (9 s 98).

### 2002: titre européen et record d'Europe du 100 m en 9 s 87 (plus tard annulés)
2002 est enfin son année: il obtient le titre européen 2002 à Munich sur 100 mètres. Il réalise de plus le doublé en remportant le relais avec la Grande-Bretagne. Il est également le seul sprinter à battre Maurice Greene dans la saison.
Et enfin, il égale le record d'Europe détenu par son compatriote Linford Christie avec 9 s 87 dans la même course où Tim Montgomery établit le nouveau record du monde.

### 2003, le contrôle positif et la descente aux enfers
Il décide alors de changer d'entraîneur, rejoignant le groupe de Remi Korchemny. En 2003, il échoue au pied du podium des championnats du monde, devancé par son compatriote Darren Campbell alors qu'il était le favori en l'absence de Maurice Greene. Désireux de prendre sa revanche avec le relais, il est de nouveau devancé par le retour des Américains et doit se contenter de la médaille d'argent (qui lui sera retirée par la suite pour dopage).
Il est alors contrôlé positif à la tétrahydrogestrinone ou THG, puis suspendu pour deux ans ce qui est synonyme d'absence aux JO. Son nouvel entraîneur, Remi Korchemny, est inculpé dans l'affaire du laboratoire Balco et de son patron Victor Conte, soupçonné d'être à l'origine du nouveau stéroïde. D'autres athlètes de Korchemny sont également impliqués dans cette affaire de dopage comme les sprinteuses Kelli White et Chryste Gaines. Il dira par la suite dans son livre autobiographique Race against me :
"Je prenais de tout: pas seulement du THG, de l'EPO ou du HGH, mais aussi de la testostérone pour m'aider à dormir et réduire mon cholestérol, ou de l'insuline. J'étais devenu un junkie ambulant"

#### Quelques tentatives de reconversion sportive
De retour de suspension, il décide de se retirer des terrains d'athlétisme et signe un contrat avec une franchise de football américain située en Europe, les Hambourg Sea Devils. Mais c'est en rugby à XIII qu'il va finalement rechausser les crampons, puisqu'il signe en 2008 un essai d'un mois avec l'équipe de Castleford, équipe de la Super League. Cet essai se révèlera infructueux,.

### Retour au sprint et titre européen en salle avec un record d'Europe (2009)
Chambers fait entretemps un retour en athlétisme en 2008. Le 7 mars 2008, il se qualifie pour la finale du 60 m des mondiaux de Valence. Chambers traîne avec lui son image de dopé dans le milieu du sport anglais. Exclu de la sélection britannique pour les Jeux olympiques 2008 de Pékin, il a par la suite été réintégré au sein de la sélection de la Grande-Bretagne pour les championnats d'Europe en salle de Turin du 6 au 8 mars 2009 en Italie, où il remportera la finale du 60 mètres dans un temps de 6 s 46 après avoir établi en demi-finales un nouveau record d'Europe en salle de la distance avec le temps de  6 s 42. Le précédent record (6 s 45) était détenu par le Français Ronald Pognon depuis le 13 février 2005, réalisé à l'époque à Karlsruhe.

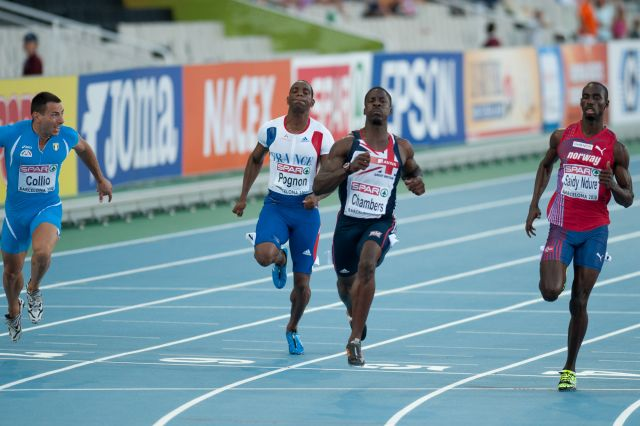
Dwain Chambers (2e en partant de la droite) lors des Championnats d'Europe de Barcelone, en juillet 2010.

En août 2009, lors des championnats du monde 2009 à Berlin, il est le seul européen à se qualifier pour la finale du 100 m en terminant 4e de sa demi-finale en 10 s 04 (SB). Il finira 6e de la finale du 100 m dans un temps de 10 s 00, son meilleur temps de la saison. Son retour est alors réussi.

### Champion du monde en salle (2010)
Le 13 mars 2010, il devient champion du monde du 60 m en salle en 6 s 48, meilleure performance mondiale de l'année, lors des Championnats du monde en salle à Doha,devançant  Mike Rodgers et Daniel Bailey.
Le 28 juillet 2010, un duel annoncé comme emblématique l'opposait au français Christophe Lemaitre lors de la finale du 100 m des Championnats d'Europe d'athlétisme de Barcelone. Avec un temps de 10 s 18, il signe le même temps que trois de ses adversaires mais ne se classe que 5e, tandis que Lemaitre remporte la course en 10 s 11. Le second, l'anglais Mark Lewis-Francis termine également en 10 s 18 tout comme les troisième Martial Mbandjock et quatrième Francis Obikwelu. Quatre sprinteurs sont ainsi départagés au millième dont Chambers. Le relais britannique échouera par la suite en demi-finales. Chambers reviendra bredouille de ces championnats, ce qui est une déception pour l'athlétisme outre-Manche.
Le 6 mars 2011, au Palais omnisports de Paris-Bercy, il décroche en 6 s 54 la médaille d'argent du 60 mètres des Championnats d'Europe en salle derrière le Portugais Francis Obikwelu (6 s 53) et devant le Français Christophe Lemaitre (6 s 58). Il était le tenant du titre et détenait la meilleure performance européenne de la saison avec 6 s 57 devant les 6 s 58 de Lemaitre.
Le 30 juillet, lors des championnats du Royaume-Uni, il s'impose en finale du 100 m en 10 s 09 devant Harry Aikines-Aryeetey et Marlon Devonish et se qualifie par la même occasion pour les Mondiaux de Daegu.
Lors de ces Mondiaux, il se hisse en demi-finales du 100 m où il est disqualifié pour faux départ.
En mai 2012, le Tribunal arbitral du sport déboute le Comité olympique britannique en jugeant illégale sa volonté d'écarter des Jeux olympiques les athlètes suspendus plus de six mois pour dopage. Dwain Chambers, au même titre que le cycliste David Millar, sont donc sélectionnables pour les Jeux de Londres,. Sans réussir les minima sur 100 m, la Fédération britannique le sélectionne toutefois le 3 juillet 2012 pour les JO 2012 parmi les 71 athlètes retenus pour l'épreuve. Il sera éliminé en demi-finale du 100 m malgré un temps de 10 s 05.

### Retraite
Toujours sur les pistes malgré son âge (38 ans), Dwain Chambers ouvre sa saison hivernale 2017 fin décembre 2016 où il établit une meilleure performance mondiale de l'année provisoire à 6 s 64. Le 5 janvier, il égale cette performance au meeting de Tignes mais est battu par le Français Christophe Lemaitre qui établit la MPMA en 6 s 58. Le 11 février, Chambers se classe 3e des Championnats de Grande-Bretagne en 6 s 62.
Le 2 août 2017, Dwain Chambers annonce prendre sa retraite sportive d'une longue carrière de 25 ans, à l'âge de 39 ans. Il quitte les pistes avec 4 médailles européennes et 5 mondiales.

## Réalisations

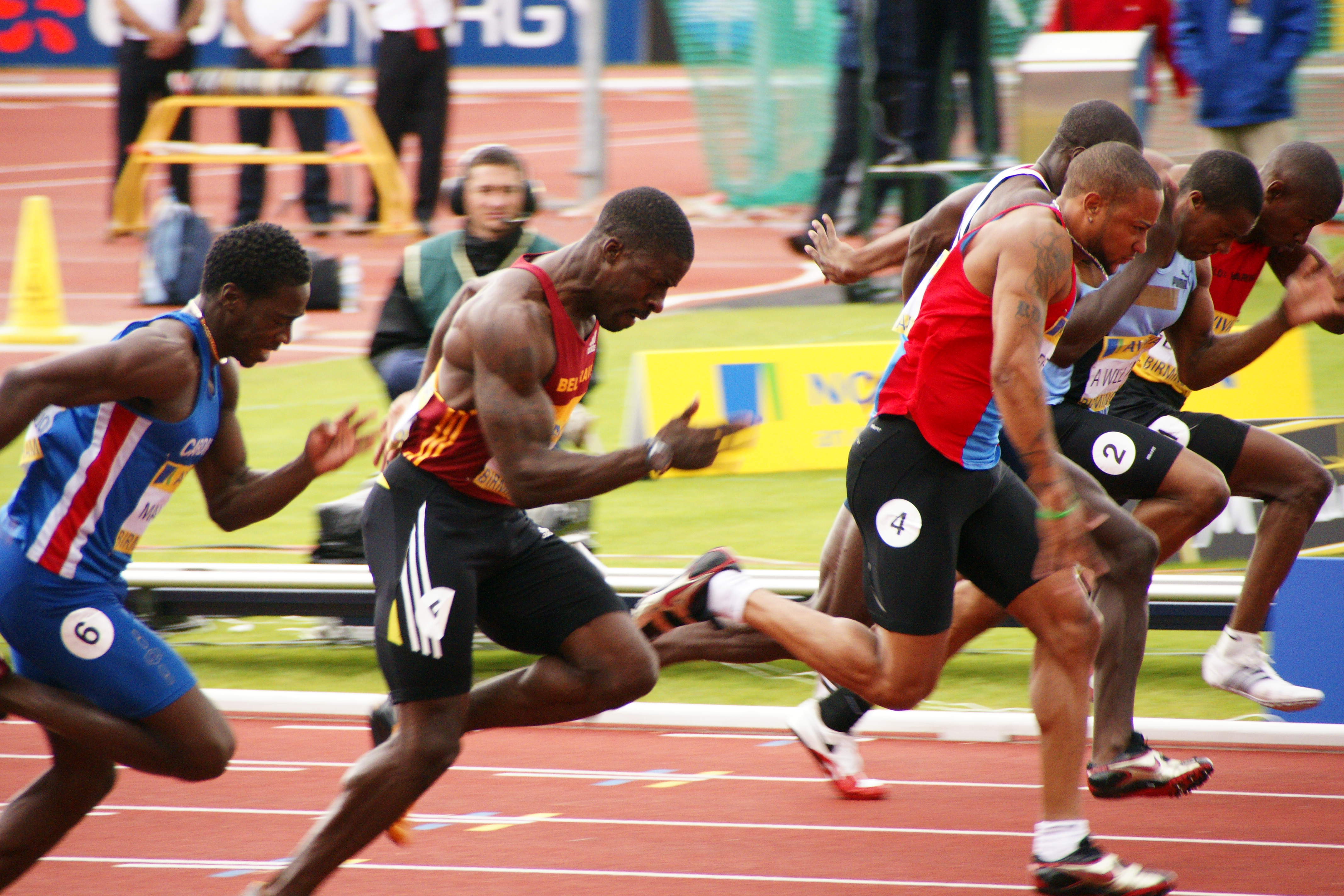
Chambers (le second à gauche), concourant aux sélections britanniques pour les Jeux olympiques 2008, Birmingham

Les performances de Chambers sur l'épreuve du 100 mètres aux compétitions d'athlétisme font de lui un des sprinteurs les plus véloces de l'histoire de l'athlétisme moderne. Avec un record personnel de 9 s 97 réalisé en 1999 au cours des mondiaux de Séville, il devient le troisième européen le plus prompt sur 100 m. Les plus rapides sprinteurs européens sont le portugais d'origine nigériane Francis Obikwelu avec son record d'Europe de 9 s 86 et Linford Christie ex-détenteur du record européen et actuel détenteur du record britannique sur la distance avec 9 s 87. Depuis le Français Christophe Lemaitre, détenteur du record de France en 9 s 92, l'a fait reculer à la quatrième place en Europe.
Les 9 s 87 de Chambers réalisés au Grand Prix de Paris en 2002, s'ils n'avaient pas été annulés pour dopage, auraient fait de lui le codétenteur du record d'Europe (jusqu'en 2004) et du record britannique du 100 m avec Christie. Cependant, ses temps restent aujourd'hui modestes en comparaison des athlètes nord américains. Le record personnel de 9 s 79 de son rival sur les pistes, Maurice Greene ainsi que les temps réalisés par Tyson Gay (9 s 69), Asafa Powell (9 s 72) et Usain Bolt (9 s 58) dépassent de loin ceux de Chambers.
Parmi ses contemporains britanniques, Chambers se classe comme le meilleur performeur avec deux courses en 9 s 97, à chaque fois au cours des championnats du monde; la première en 1999 à Séville en Espagne et la seconde en 2001 à Edmonton, Canada. Son compatriote Mark Lewis-Francis enregistra également son record personnel de 9 s 97 aux mondiaux d'Edmonton. Jason Gardener, membre avec Chambers du relais 4 × 100 m britannique, possède un record personnel de 9 s 98 à un centième de celui de Chambers. Aucun des athlètes britanniques actuels n'ont franchi la barrière des dix secondes à plusieurs reprises; Chambers l'a réussi quatre fois.
Chambers demeure l'actuel détenteur du record d'Europe du 60 m avec 6 s 42 et reste le cinquième sprinteur au monde le plus véloce sur la distance après Andre Cason, Ronnie Baker, Maurice Greene et Christian Coleman. Chambers partageait également les records britannique et européen du relais 4 × 100 mètres avec Gardener, Darren Campbell et Marlon Devonish dans un temps de 37 s 73 réalisé aux Mondiaux 1999, jusqu'à ce que ce temps soit battu par le relais britannique aux Mondiaux de 2017 à Londres.

## Sanctions

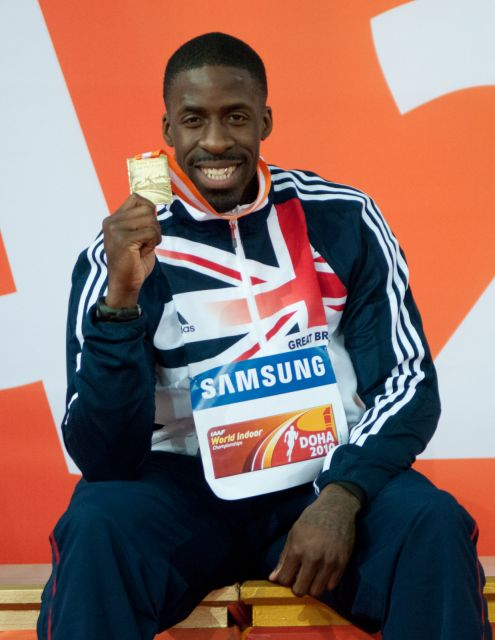
Dwain Chambers aux championnats du monde en salle 2010 à Doha

Les médailles et performances, individuelles ou collectives, acquises en compétition en 2002 et 2003 ont été annulées par la fédération internationale, l'IAAF.
C'est donc le cas pour son record d'Europe du 100 mètres établi en 2002.

## Palmarès
| Date | Compétition                       | Lieu         | Résultat | Épreuve   | Temps   |
| ---- | --------------------------------- | ------------ | -------- | --------- | ------- |
| 1995 | Championnats d'Europe juniors     | Nyiregyhaza  | 1er      | 100 m     | 10 s 41 |
| 1995 | Championnats d'Europe juniors     | Nyiregyhaza  | 1er      | 4 × 100 m | 39 s 43 |
| 1996 | Championnats du monde juniors     | Sydney       | 5e       | 100 m     | 10 s 47 |
| 1997 | Championnats d'Europe juniors     | Ljubljana    | 1er      | 100 m     | 10 s 06 |
| 1997 | Championnats d'Europe juniors     | Ljubljana    | 1er      | 4 × 100 m | 39 s 62 |
| 1998 | Championnats d'Europe             | Budapest     | 2e       | 100 m     | 10 s 10 |
| 1998 | Coupe du monde                    | Johannesburg | 3e       | 100 m     | 10 s 03 |
| 1998 | Jeux du Commonwealth              | Kuala Lumpur | 1er      | 4 × 100 m | 38 s 20 |
| 1999 | Championnats du monde             | Séville      | 3e       | 100 m     | 9 s 97  |
| 1999 | Championnats du monde             | Séville      | 2e       | 4 × 100 m | 37 s 73 |
| 2000 | Jeux olympiques                   | Sydney       | 4e       | 100 m     | 10 s 08 |
| 2001 | Championnats du monde             | Edmonton     | 4e       | 100 m     | 9 s 99  |
| 2002 | Jeux du Commonwealth              | Manchester   | —        | 100 m     | DQ      |
| 2002 | Championnats d'Europe             | Munich       | —        | 100 m     | DQ      |
| 2002 | Championnats d'Europe             | Munich       | —        | 4 × 100 m | DQ      |
| 2002 | Finale mondiale                   | Paris        | —        | 100 m     | DQ      |
| 2002 | Coupe du monde des nations        | Madrid       | —        | 100 m     | DQ      |
| 2003 | Championnats du monde             | Paris        | —        | 100 m     | DQ      |
| 2003 | Finale mondiale                   | Monaco       | —        | 100 m     | DQ      |
| 2006 | Championnats d'Europe             | Göteborg     | 7e       | 100 m     | 10 s 24 |
| 2006 | Championnats d'Europe             | Göteborg     | 1er      | 4 × 100 m | 38 s 91 |
| 2008 | Championnats du monde en salle    | Valence      | 2e       | 60 m      | 6 s 54  |
| 2009 | Championnats d'Europe en salle    | Turin        | 1er      | 60 m      | 6 s 46  |
| 2009 | Championnats d'Europe par équipes | Leiria       | 1er      | 100 m     | 10 s 07 |
| 2009 | Championnats d'Europe par équipes | Leiria       | 1er      | 200 m     | 20 s 55 |
| 2009 | Championnats du monde             | Berlin       | 6e       | 100 m     | 10 s 00 |
| 2010 | Championnats du monde en salle    | Doha         | 1er      | 60 m      | 6 s 48  |
| 2010 | Championnats d'Europe par équipes | Bergen       | 1er      | 100 m     | 9 s 99  |
| 2010 | Championnats d'Europe             | Barcelone    | 5e       | 100 m     | 10 s 18 |
| 2011 | Championnats d'Europe en salle    | Paris        | 2e       | 60 m      | 6 s 54  |
| 2011 | Championnats d'Europe par équipes | Stockholm    | 2e       | 100 m     | 10 s 07 |
| 2011 | Championnats du monde             | Daegu        | SF       | 100 m     | DQ      |
| 2012 | Championnats du monde en salle    | Istanbul     | 3e       | 60 m      | 6 s 60  |
| 2012 | Championnats d'Europe             | Helsinki     | finale   | 4 x 100 m | DNF     |
| 2012 | Jeux olympiques                   | Londres      | SF       | 100 m     | 10 s 05 |
| 2013 | Championnats du monde             | Moscou       | SF       | 100 m     | 10 s 15 |
| 2014 | Championnats du monde en salle    | Sopot        | 6e       | 60 m      | 6 s 53  |
| 2014 | Relais mondiaux de l'IAAF         | Nassau       | 3e       | 4 × 100 m | 38 s 19 |
| 2014 | Championnats d'Europe             | Zurich       | 4e       | 100 m     | 10 s 24 |

## Records
| Épreuve    | Performance        | Lieu    | Date            |
| ---------- | ------------------ | ------- | --------------- |
| 50 mètres  | 5 s 69             | Liévin  | 13 février 2000 |
| 60 mètres  | 6 s 42 (AR)        | Turin   | 7 mars 2009     |
| 100 mètres | 9 s 97 (+0,2 m/s)  | Séville | 22 août 1999    |
| 200 mètres | 20 s 31 (−0,6 m/s) | Londres | 22 juillet 2001 |

- Nota Bene : les temps annulés de Chambers (notamment le record d'Europe égalé en 9 s 87 en septembre 2002) en raison de tests positifs à certaines drogues n'apparaissent pas — Informations issues du profil IAAF.

## Sources
- (en) Cet article est partiellement ou en totalité issu de l’article de Wikipédia en anglais intitulé « Dwain Chambers » (voir la liste des auteurs).